# Kwonkan eboracum
Kwonkan eboracum är en spindelart som beskrevs av Main 1983. Kwonkan eboracum ingår i släktet Kwonkan och familjen Nemesiidae.
Artens utbredningsområde är Western Australia. Inga underarter finns listade i Catalogue of Life.